# Rimorchiate SFV gruppo 050-073
Le rimorchiate SFV 050-073 sono un gruppo di 24 carrozze viaggiatori costruite tra il 1925 e il 1934 per i servizi urbani e locali della ferrovia Roma-Fiuggi-Alatri-Frosinone.

## Storia
Nel 1918, con l'attivazione dell'intera linea da Roma a Frosinone, la società concessionaria si trova in una situazione economica tutt'altro che florida. I primi due anni di esercizio fino a Genazzano (dal 1916)) e a Fiuggi (dal 1917) non hanno dato buoni risultati e con l'apertura dell'ultimo tronco si teme un peggioramento della situazione a causa di un forte debito contratto con la banca Commerciale Italiana per il maggior costo di costruzione della linea, preventivato a 18.000.000 di lire e salito fin quasi a 30. Mentre il Ministero dei lavori pubblici accorda un aumento dei contributi l'andamento economico sociale peggiora essenzialmente a causa degli interessi sui debiti, puntualmente onorati, e dalla totale passività del tronco ferroviario da Fiuggi a Frosinone. Non essendo la situazione ancora disastrosa la società concessionaria negozia un atto addizionale alla concessione originaria (Regio decreto 12/12/1909, n. 910) che consente alla società di acquistare nuovo materiale rotabile per il miglioramento del servizio tra Roma e Fiuggi (lungo il quale si istituisce il treno diretto estivo che ferma solo a San Cesareo e Genazzano), un minimo servizio essenziale da Roma verso Alatri e Frosinone (tratta dove si preferisce esercitare corse locali) e un primo potenziamento del servizio urbano di Roma. Prima che la situazione economica precipiti, costringendo il ministero ad istituire la gestione commissariale governativa delle Ferrovie Vicinali, la società mette in servizio sei elettromotrici e dodici rimorchiate. Il rimanente materiale (tre locomotori, dieci motrici e 24 rimorchiate) sono invece acquistate nel periodo commissariale.

## Meccanica

La 052 negli anni '50

La vettura 070b, la cui numerazione è tuttora avvolta nel mistero

Dotate di una cassa a cinque finestrini e di chiusura degli accessi con cancelletti di tipo tranviario, al pari delle coeve vetture urbane gruppo 420 sono a classe unica e prive di porte di intercomunicazione frontale. Una parte delle vetture si mostra nelle foto con carrelli di tipo Diamond. 

## Servizio
Queste rimorchiate sono impiegate praticamente su tutti i tipi di treno, al traino di tutti i tipi di motrici e vengono talvolta utilizzate anche in composizione ai treni extraurbani. Il normale utilizzo prevede comunque che siano trainate dalle elettromotrici 200 e 420, previste rispettivamente per i servizi locali e per l'urbano di Roma: con le prime effettuano il servizio locale di Fiuggi tra la città e la fonte e (raramente) la tratta urbana di Frosinone dallo scalo alla città, con le seconde sono impiegate sul servizio urbano da Roma a Centocelle e (dal 1940) a Grotte Celoni, normalmente in treni M+R+R. Salvo modifiche di poco conto fanno servizio in condizioni originali fino al 1959, quando sono impiegate nella costruzione dei treni urbani a composizione bloccata tuttora in circolazione tra Roma e Giardinetti. La sola 053 viene ricostruita con un allestimento parzialmente extraurbano per essere utilizzata sul servizio a spola Fiuggi-Alatri, cosa che poi non avviene con la vettura rimasta in abbandono in deposito fino alla fine degli anni novanta. La vettura 072 scompare dopo il 1960, mentre per un certo periodo circola una rimorchiata con il numero 070B